# Падилья, Энрике
Энри́ке Пади́лья (исп. Enrique Padilla; 12 июня 1890 год — ?) на олимпиаде 1924 года в Париже завоевал золотую медаль в составе аргентинской команды по поло. Участвовал во всех четырёх матчах — против сборных США, Испании, Великобритании и Франции, забил всего 3 гола. Эта золотая медаль была единственной золотой медалью сборной Аргентины на этих Олимпийских играх.